# 汉娜·穆雷
汉娜·穆雷（英語：Hannah Murray，1989年7月1日—），英国电视剧女演员，出生英格兰布里斯托尔。

## 生平
她最为人们所知的角色，是在英国4频道剧集/喜剧《皮囊》（Skins）中扮演凯茜（Cassie），一名患有饮食失调症（Eating disorder）和精神疾病，孤独，但温顺的中学生。她现在在北布里斯托后16岁中心(North Bristol Post-16 Center)学习德语。她不像同龄人一样拥有iPod，也没有在Myspace开设主页，仍在使用诺基亚1989年款的手机。你可以在诺基亚5300的广告中听到她的声音。
2012年，她还出演美国著名电视剧《权力的游戏》（改编自经典魔幻小说《冰与火之歌》）第二季中卡斯特的女儿和妻子吉莉(Gilly)，且将与守夜人事务官山姆威尔·塔利(Samwell Tarly)发生平凡却温暖的爱情。在出演Skins时曾努力节食，为大家奉献了Cassie这个让人惊奇不已的有趣角色，她神经质的思维与单纯执着的爱情更是俘虏了众多男生的小心肝，而且在众多选票活动中，她获得最多选票成为Skins这部经典中最具影响力和最受欢迎的角色。

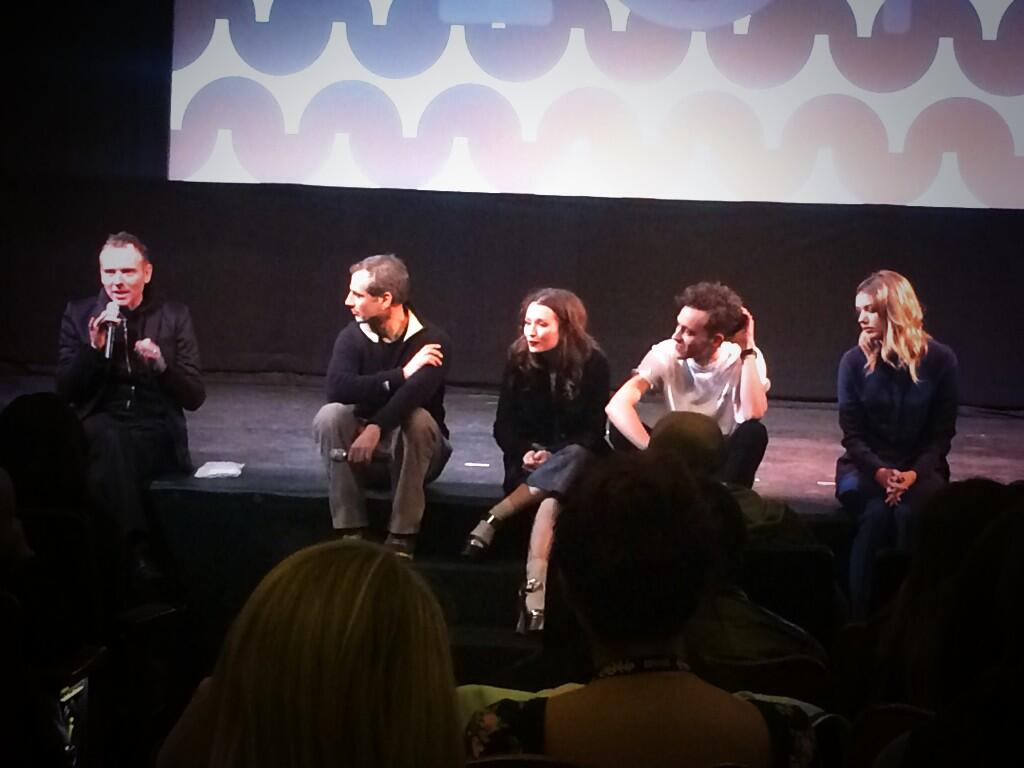
2014年出席圣丹斯电影节

## 影视作品
- 《In Bruges》(2008) - Working Girl
- 《Skins》(2007, TV series) - Cassie
- 新版诺基亚5300'广告旁白 (八月/九月 2007)
- Reads in Lost for words campaign 2007
- 《God help the girl》(2014 , film) - Cassie